# The Best of Simon and Garfunkel
The Best of Simon and Garfunkel è un album discografico di raccolta del duo folk rock statunitense Simon & Garfunkel, pubblicato nel 1999.

## Tracce
Tutte le tracce sono state scritte da Paul Simon, tranne dove indicato.
1. The Sound of Silence – 3:07
2. Homeward Bound – 2:29
3. I Am a Rock – 2:52
4. The Dangling Conversation – 2:38
5. Scarborough Fair Canticle/Canticle (tradizionale; arr. di Paul Simon, Art Garfunkel) – 3:10
6. The 59th Street Bridge Song (Feelin' Groovy) – 1:55
7. A Hazy Shade of Winter – 2:17
8. At the Zoo – 2:17
9. Fakin' It [mono version] – 3:12
10. Mrs. Robinson – 4:04
11. Old Friends/Bookends – 3:57
12. The Boxer – 5:10
13. Bridge over Troubled Water – 4:54
14. Cecilia – 2:56
15. The Only Living Boy in New York – 3:59
16. Song for the Asking – 1:52
17. El Condor Pasa (If I Could) (Daniel Alomía Robles; testo inglese di Paul Simon, arr. di Jorge Milchberg) – 3:08
18. For Emily, Whenever I May Find Her (Live) – 2:22
19. America – 3:37
20. My Little Town – 3:52